# Місюк Наталя Василівна
Наталя Василівна Місюк — українська письменниця, блогерка, популяризаторка української мови. Авторка проєкту «Давай займемось текстом», спрямованого на популяризацію української мови та культури.

## Життєпис
Народилася у Криму, у місті Саки. Там пройшло її дитинство.
У 2005 році переїхала до міста Сімферополь, де у 2010 році закінчила Таврійський Національний Університет ім. В.І. Вернадського та здобула диплом магістра за фахом «Менеджмент зовнішньоекономічної діяльності».
Під час навчання в університеті, долучилася до міжнародної студентської організації AIESEC, їздила на професійні стажування за кордон.
У 2014 році у зв’язку з окупацією півострова переїхала до міста Львів і перейшла на спілкування українською мовою в побуті та роботі.
У лютому 2022 року через повномасштабне вторгнення переїхала до ЄС, перебувала в Словаччині та Нідерландах у статусі біженки. Втім у лютому 2023 повернулася до Львова, де живе нині.

## Діяльність

#### Популяризація української мови
У 2019 році заснувала проєкт «Давай займемось текстом», покликаний популяризувати українську мову серед дорослих. Проєкт починався як сторінки в соцмережах.
Навесні 2022 на хвилі патріотизму та цікавості до всього українського, проєкт зробив стрибок у розвитку, кількість його підписників різко зросла зокерма завдяки уваги блогу до розмовної мови і діалектів.
У травні 2022 Наталя отримала лист від львівського IT-архітектора, який запропонував спільними зусиллями розробити інтерактивний мобільний застосунок про українську мову. Так почалася робота.
За декілька місяців, наприкінці листопада 2022 року, застосунок став доступним у Google Play та App Store і швидко набув популярності завдяки активним завантаженням серед аудиторії та розголосу в ЗМІ. Уже на третій день «Давай займемось текстом» опинився на першому місці в категорії «Освіта» в українському App Store, а ще через два — у десятці найкращих застосунків.
Станом на весну 2025 застосунок заванатажило понад 125 000 користувачів.
У грудні 2022 застосунок переміг у конкурсі стартапів від Yep! Starter та здобув приз за соціальний внесок.
У грудні 2023 застосунок отримав грантову підтримку від Українського Фонду Стартапів.
Із серпня 2022 по грудень 2024 обрані мовні ігри, зокрема вікторина "Словознавець" із застосунку, були інтегровані в мобільний застосунок «Мій Київстар» та доступні для всіх абонентів мобільного оператора безкоштовно та без обмежень.

#### Парфуми
У серпні 2024 у співавторстві з українською парфумерною художницею Ксандрою Осініною випустила патріотичні парфуми «Intoнація».

## Нагороди
Здобувачка Стипендії Президента України для молодих письменників (2024)
Книжку «Мова: таємниці відьом» визнали найкращою у номінації «Дитячий світ» на виставці-форумі в Одесі (2024).
Книжка «Мова:таємниці відьом» увійшла у рейтинг найпопулярніших для дітей за статистикою бібліотек (2024)

#### Список видань (хронологічно)
- «Мова: таємниці відьом» (2024)[13]
- «Мова: таємниці відьом. Зошит» (2024)[14]
- «Паралельне життя безпритульних котів» (2024) — видана коштом гранту від Українського інституту книги та доступна в бібілотеках безкоштовно.[15]
- «Це я така в бабу Устю» (вихід заплановано на осінь 2025) — буде надрукована на кошти гранту від Українського інституту книги та доступна в бібілотеках безкоштовно.[16]